# Almost Alice
Almost Alice je soundtrack pro film Tima Burtona Alenka v říši divů. Byl vydán 8. března 2010.

## Seznam skladeb
| Pořadí         | Název                      | Autor                           | Délka |
| -------------- | -------------------------- | ------------------------------- | ----- |
| 1.             | Alice                      | Avril Lavigne                   | 3:35  |
| 2.             | The Poison                 | The All-American Rejects        | 3:53  |
| 3.             | The Technicolor Phase      | Owl City                        | 4:27  |
| 4.             | Her Name Is Alice          | Shinedown                       | 3:38  |
| 5.             | Painting Flowers           | All Time Low                    | 3:25  |
| 6.             | Where's My Angel           | Metro Station                   | 3:39  |
| 7.             | Strange                    | Tokio Hotel and Kerli           | 3:51  |
| 8.             | Follow Me Down             | 3OH!3 feat. Neon Hitch          | 3:23  |
| 9.             | Very Good Advice           | Robert Smith                    | 2:58  |
| 10.            | In Transit                 | Mark Hoppus with Pete Wentz     | 4:02  |
| 11.            | Welcome to Mystery         | Plain White T's                 | 4:28  |
| 12.            | Tea Party                  | Kerli                           | 3:29  |
| 13.            | The Lobster Quadrille      | Franz Ferdinand                 | 2:08  |
| 14.            | Always Running Out of Time | Motion City Soundtrack          | 3:00  |
| 15.            | Fell Down a Hole           | Wolfmother                      | 5:04  |
| 16.            | White Rabbit               | Grace Potter and the Nocturnals | 3:21  |
| Celková délka: | Celková délka:             | Celková délka:                  | 58:21 |